# جیرووا هیل
جیرووا هیل (به لاتین: Jírova hill) یک کوه و تپه در جمهوری چک است که در هرونوو واقع شده‌است. جیرووا هیل ۴۸۵ متر بالاتر از سطح دریا واقع شده‌است.